# Пальмьери (лунный кратер)
Кратер Пальмьери (лат. Palmieri) — крупный древний ударный кратер в области юго-западного побережья Моря Влажности на видимой стороне Луны. Название присвоено в честь итальянского физика, сейсмолога и метеоролога Луиджи Пальмьери (1807—1896) и утверждено Международным астрономическим союзом в 1935 г. Образование кратера относится к нектарскому периоду.

## Описание кратера

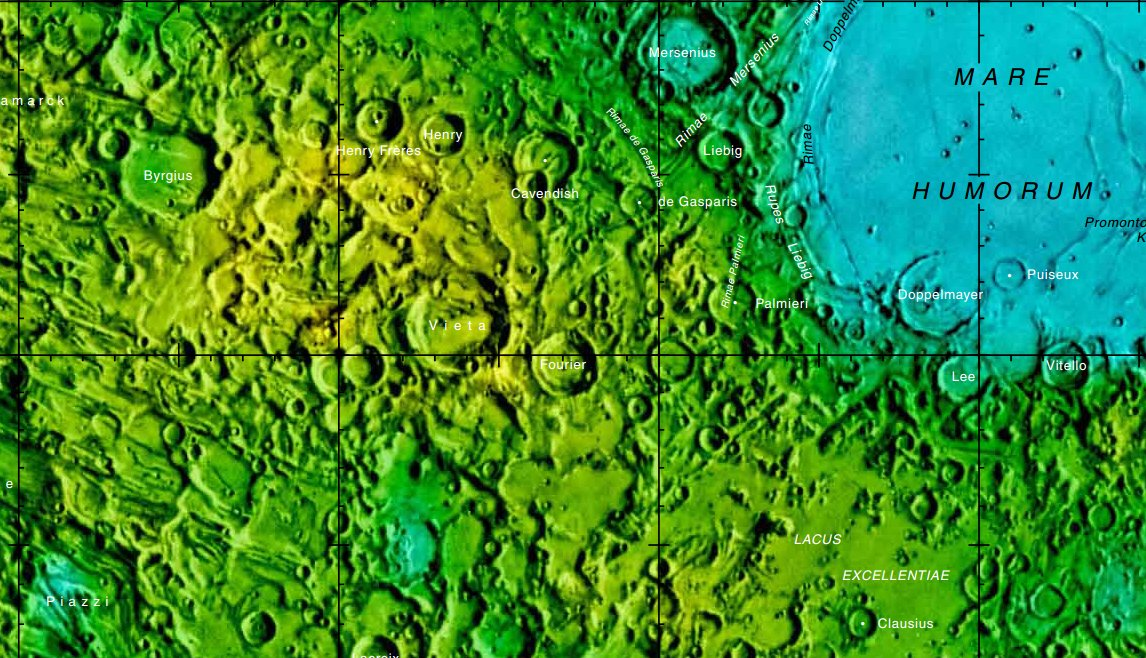
Окрестности кратера Пальмьери. Фрагмент карты видимой стороны Луны.

Ближайшими соседями кратера являются кратер Фурье на западе-юго-западе; кратер Де Гаспарис на северо-западе; кратер Либих на севере и кратер Доппельмайер на востоке. На северо-востоке от кратера находится Море Влажности; на юго-востоке – Озеро Превосходства. Селенографические координаты центра кратера 28°38′ ю. ш. 47°48′ з. д. / 28,64° ю. ш. 47,8° з. д., диаметр 39,8 км, глубина 970 м.
Кратер Пальмьери значительно разрушен и затоплен темной базальтовой лавой, альбедо чаши кратера соответствует альбедо Моря Влажности . Вал сглажен, в юго-восточной части вала имеется широкий проход, два узких прохода находятся в северной части вала, лучше всего сохранилась западная часть вала. Дно чаши плоское, перечеркнуто крестом образованным двумя ветвями системы борозд Пальмьери. Область затопленная лавой продолжается на север от кратера, достигая кратера Либих.

## Сателлитные кратеры

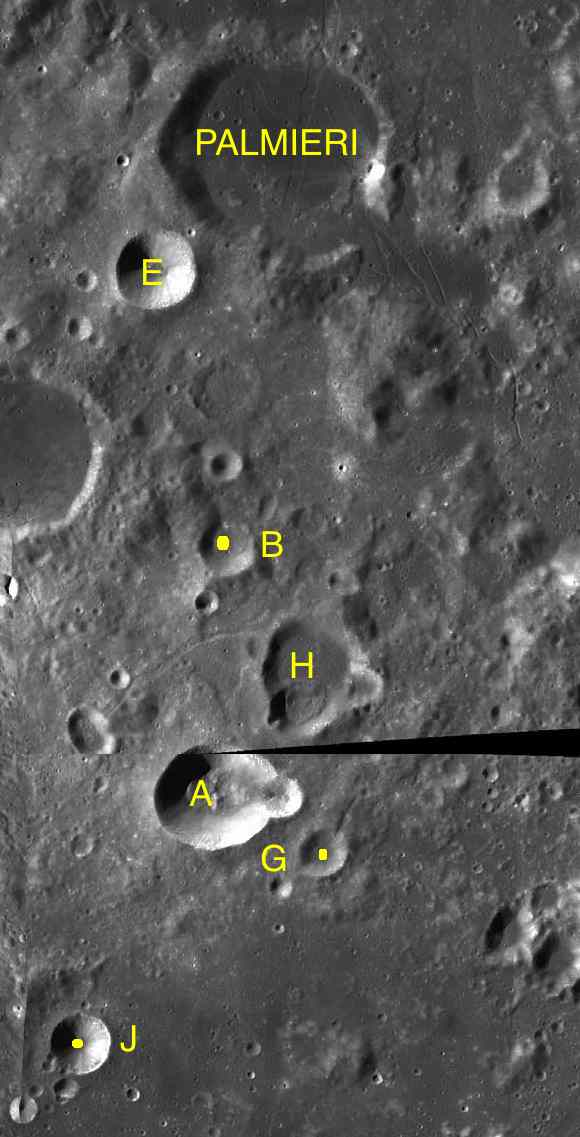
Фрагменты карт LAC-93, LAC-110.

| Пальмьери | Координаты                                            | Диаметр, км |
| --------- | ----------------------------------------------------- | ----------- |
| A         | 32°15′ ю. ш. 48°31′ з. д. / 32,25° ю. ш. 48,52° з. д. | 20,9        |
| B         | 30°50′ ю. ш. 48°19′ з. д. / 30,84° ю. ш. 48,32° з. д. | 9,7         |
| E         | 29°14′ ю. ш. 48°38′ з. д. / 29,23° ю. ш. 48,63° з. д. | 14,2        |
| G         | 32°35′ ю. ш. 47°48′ з. д. / 32,58° ю. ш. 47,8° з. д.  | 8,9         |
| H         | 31°34′ ю. ш. 47°47′ з. д. / 31,56° ю. ш. 47,78° з. д. | 19          |
| J         | 33°41′ ю. ш. 49°25′ з. д. / 33,68° ю. ш. 49,42° з. д. | 10,5        |

## См.также
- Список кратеров на Луне
- Лунный кратер
- Морфологический каталог кратеров Луны
- Планетная номенклатура
- Селенография
- Минералогия Луны
- Геология Луны
- Поздняя тяжёлая бомбардировка